# Годольфин, Уильям, маркиз Блэндфорд
Уильям Годольфин, маркиз Блэндфорд (1700 — 24 августа 1731) — английский дворянин и депутат. Старший сын Фрэнсиса Годольфина, 2-го графа Годольфина, и Леди Генриетты Годольфин, урожденной Черчилль. Внук Сидни Годольфина, 1-го графа Годольфина, и Джона Черчилля, 1-го герцога Мальборо.

## Биография
В 1712 году Фрэнсис Годольфин унаследовал титул 2-го графа Годольфина, а его старший сын и предполагаемый наследник получил титул виконта Реалтона. Он получил образование в Пембрук-колледже в Кембридже.
9 июня 1720 года Хью Боскауэн, член Палаты общин от округа Пенрин, получил титул виконта Фалмута и стал членом Палаты лордов. 24 июня 1720 года на его место в Палату общин был избран виконт Реалтон, будучи членом партии вигов. Виконт Фалмут был внуком парламентария Фрэнсиса Годольфина (1605—1667), а его женой была Шарлотта Годфри, дочь Арабеллы Черчилль. В 1722 году он вторично баллотировался в Палату общин от округа Пенрин, но проиграл на выборах.
16 июня 1722 года скончался Джон Черчилль, 1-й герцог Мальборо, дед по материнской линии виконта Реалтона. Согласно специальному акту парламента, новой герцогиней Мальборо стала его старшая дочь Генриетта Годольфин, графиня Годольфин. Уильям Годольфин принял титул маркиза Блэндфорда, став наследником герцогского титула своей матери, а также графского титула отца. 21 августа 1727 года он был избран в Палату общин от округа Вудсток.
25 апреля 1729 года лорд Блэндфорд женился на Мэри Кэтрин де Йонг (1695—1779), дочери Петра де Йонга, бургомистра города Утрехт. Изабелла де Йонг (1694—1769), сестра Мэри, стала женой графа Денби. 30 августа 1730 года маркиз Блэндфорд стал почетным доктором гражданского права в Оксфордском университете.
Лорд Блэндфорд скончался в Оксфорде от апоплексии 24 августа 1731 года. Джон Персеваль, 1-й граф Эгмонт, отмечал в своём дневнике, что смерть маркиза, вероятно, была вызвана запоем. Так у него не было детей и ни одного выжившего брата, то наследником герцогского престола Мальборо стал его кузен Чарльз Спенсер, 5-й граф Сандерленд. Лорд Джон Спенсер, брат графа Сандерленда, был избран в парламент 22 января 1732 года на место маркиза Блэндфорда. Графство Годольфин осталось без наследника, но лорд Фрэнсис Годольфин получил баронство в 1735 году, что позволило дальним родственникам из рода Годольфин унаследовать графский титул.
Леди Блэндфорд вторично вышла замуж 1 июня 1734 года за депутата от партии тори сэра Уильяма Уиндхэма (1688—1740). Она овдовела 17 июня 1740 года и скончалась 7 сентября 1779 года.